# Forncett End
Forncett End – wieś w Anglii, w hrabstwie Norfolk. Leży 10,6 km od miasta Attleborough, 16,7 km od Norwich i 139 km od Londynu.
W 2016 miejscowość liczyła 1089 mieszkańców.